# Rastrellamento di Clermont-Ferrand
Il rastrellamento di Clermont-Ferrand fu un'operazione condotta il 25 novembre 1943 dalla Gestapo, coadiuvata dall'esercito tedesco, nei locali dell'Università di Strasburgo a Clermont-Ferrand. La retata portò all'arresto e alla deportazione di un centinaio di studenti ebrei o stranieri e membri della Resistenza.

## Contesto storico
In seguito alla dichiarazione di guerra del 1939, Strasburgo fu dichiarata zona militare dallo Stato Maggiore francese e gran parte della popolazione fu costretta a evacuare; per questo motivo l'Università di Strasburgo fu trasferita a Clermont-Ferrand insieme agli studenti e ai professori. Dopo l'armistizio del 22 giugno 1940 i tedeschi crearono la Reichsuniversität Straßburg e, in linea di principio, non c'era più necessità di ospitare l'università a Clermont-Ferrand, ma molti professori e studenti non vollero aderire alla nuova università tedesca.
Nel 1941 all'interno dell'università si formarono i primi movimenti di Resistenza che riunirono studenti e professori di Strasburgo e Clermont-Ferrand. In particolare, Jean-Paul Cauchi, studente di storia di Strasburgo, fondò il gruppo Combat Étudiant, collegato alla rete Combat. Questi movimenti si unirono per formare i Mouvements unis de la Résistance nel 1942, dopo l'occupazione militare della zona sud da parte dei tedeschi. Contro l'Università di Strasburgo a Clermont-Ferrand furono lanciate diverse operazioni per contrastare le attività antinaziste, per chiudere l'ateneo e per far rimpatriare a Strasburgo i circa 500 alsaziani considerati "tedeschi etnici". Nel corso del 1943 ci furono diversi rastrellamenti a Clermont-Ferrand e a Strasburgo.
In seguito a tre attentati contro i tedeschi, tra cui l'uccisione il 24 giugno di due membri della Gestapo in casa del membro della Resistenza professor Jean-Michel Flandin, nella notte tra il 24 e il 25 giugno 1943 Jakob Ottmann fece arrestare 37 studenti nella residenza universitaria Gallia di Clermont-Ferrand. Gli ebrei furono deportati ad Auschwitz, gli altri a Buchenwald. Dei 37 deportati, sette riuscirono a fuggire durante il viaggio e dodici morirono in Germania.
Il 23 ottobre 1943 fu arrestato Georges Mathieu, uno dei collaboratori di Jean-Paul Cauchi, che avrebbe avuto un ruolo attivo nella retata del 25 novembre.

## I fatti
Il 25 novembre 1943, tra le 10:00 e le 10:30, i nazisti circondarono gli edifici universitari di avenue Carnot. L'operazione coinvolse duecento uomini della Luftwaffe, comandati dal colonnello Eltsatz, e tutto il personale Sicherheitsdienst disponibile a Clermont-Ferrand. Alcuni gruppi si occuparono anche della biblioteca universitaria al numero 1 di boulevard Lafayette, dove furono arrestati i collaboratori della Bnu Marie Kuhlmann e Thérèse Kiener, degli edifici di avenue Vercingétorix e della facoltà di legge, e in misura minore (senza la presenza della Gestapo) delle residenze Gallia a Strasburgo. Secondo le dichiarazioni successive di Georges Mathieu, l'obiettivo iniziale dell'operazione, organizzata dal capo della sicurezza nazista Paul Blumenkamp, era quello di arrestare non solo i diciassette professori e gli studenti identificati come combattenti della Resistenza, ma anche tutti gli altri studenti ebrei e stranieri, tutti gli alsaziani-lorenesi di età compresa tra i diciotto e i trent'anni (potenzialmente appartenenti alla Resistenza), nonché i presidi delle facoltà.
Quando le lezioni terminarono alle ore 11:00, centinaia di studenti e insegnanti furono ammassati nel cortile della Facoltà di Lettere e Filosofia al 34 di avenue Carnot. I soldati tedeschi si appostarono alle finestre della facoltà, sul lato dell'atrio, e puntarono le armi sul cortile. Intorno alle 12:00 i docenti furono condotti nell'atrio, dove li attendevano gli agenti della RSHA, accompagnati da Georges Mathieu, che ordinò loro di dividersi in due gruppi a seconda che fossero di Strasburgo o di Clermont-Ferrand: furono così raggruppate 1 200 persone. Alle 13:00 la maggior parte era stata rilasciata; rimanevano 400-500 persone.
Alle 15:00 tutti furono condotti in un grande refettorio. Alcuni soldati espressero la loro disapprovazione per l'operazione. A partire dalle 21:00 gli uomini furono portati a gruppi di dieci da Georges Mathieu e Ursula Brandt, accompagnati dagli agenti di polizia francesi. I poliziotti annotarono le loro identità e Georges Mathieu divise le persone interrogate in due gruppi. I prigionieri furono trasferiti al 92º reggimento di fanteria di Clermont-Ferrand, che fungeva da prigione. Alle 4 del mattino uno dei due gruppi fu liberato; rimasero quindi 130 persone.
Furono arrestati anche alcuni insegnanti nelle loro abitazioni.

## Conseguenze
Durante l'operazione furono uccise diverse persone:
- il professor Paul Collomp, papirologo, ammazzato dal membro della Gestapo Sepp Kaltseiss per non aver alzato le mani abbastanza velocemente quando gli era stato ordinato dallo stesso Kaltseiss, mentre Georges Mathieu e Kaltseiss andavano a reperire gli indirizzi degli insegnanti;
- un giovane ucciso a colpi di pistola su una panchina vicino alla Facoltà di Giurisprudenza;[4]
- Henri Gabriel Blanchet[7], di 15 anni, colpito[8] da sei proiettili di mitragliatrice per aver schernito un soldato che gli aveva intimato di scendere dal marciapiede di avenue Vercingétorix mentre si recava al collegio Godefroy de Bouillon.

Circa 1 200 persone furono arrestate, quasi 500 tenute in custodia per tutto il giorno e 130 furono infine arrestate e deportate, tra cui François Amoudruz, di appena 17 anni. Solo una trentina di loro, tra cui Arlette Lévy-Andersen, tornarono dai campi.
Nel febbraio 1944 la BBC dichiarò che Georges Mathieu aveva "consegnato l'Università di Strasburgo alla Gestapo". Mathieu fu arrestato dai combattenti della Resistenza, processato e poi fucilato il 12 dicembre 1944.